# Gypsochares catharotes
Gypsochares catharotes là một loài bướm đêm thuộc họ Pterophoridae. Nó được tìm thấy ở Ấn Độ (Khasi Hills, Cherrapunji, Sikkim, Kumaon, Bhim Tal và Muktesar) và có thể Pakistan.
Sải cánh dài 13–14 mm.